# Mistrovství České republiky v soutěžním lezení 2010
Mistrovství ČR v soutěžním lezení 2010 se uskutečnilo ve třech termínech, městech a disciplínách. MČR v boulderingu 28. srpna v Teplicích nad Metují (v parku, během MHFF), MČR v lezení na obtížnost 4.—5. prosince v Brně (lezecká stěna Rajče), MČR v lezení na rychlost 12. prosince v Praze (lezecké centrum Mammut). Závody byly součástí Českého poháru v soutěžním lezení 2010.
V lezení na obtížnost topoval semifinálovou cestu jen Martin Stráník, který i ve finále dolezl nejdál, ženy lezly pouze kvalifikaci a finále, jediný top dala ve druhé kvalifikační cestě Edita Vopatová. Hlavní rozhodčí byl Jiří Čermák.
V lezení na rychlost se závodilo na 10m standardní (kratší) trati, každý závodník mohl zkusit pět pokusů, byl vytvořen rekord stěny 4,52 s.

## Výsledky finále MČR
| obtížnost            | obtížnost              | rychlost             | rychlost               | bouldering              | bouldering            |
| -------------------- | ---------------------- | -------------------- | ---------------------- | ----------------------- | --------------------- |
| muži                 | ženy                   | muži                 | ženy                   | muži                    | ženy                  |
| 1. Martin Stráník    | 1. Edita Vopatová      | 1. Libor Hroza       | 1. Lucie Hrozová       | 1. Martin Stráník       | 1. Nelly Kudrová      |
| 2. Jaroslav Petečel  | 2. Kateřina Švecová    | 2. Jiří Švácha       | 2. Eva Křížová         | 2. Alexander Romanowski | 2. Lucie Hrozová      |
| 3. Karel Požár       | 3. Gabriela Vrablíková | 3. Michal Štěpánek   | 3. Daniela Kotrbová    | 3. Jan Chvála           | 3. Lenka Černá        |
|                      |                        |                      |                        |                         |                       |
| 4. Tomáš Binter      | 4. Romana Vlašínová    | 4. Stanislav Pekárek | 4. Tereza Jendřejasová | 4. Štěpán Stráník       | 4. Silvie Rajfová     |
| 5. Dalibor Muráň     | 5. Michaela Zbořilová  | 5. Martin Micka      | 5. Sarah Kinkorová     | 5. Ondřej Nevělík       | 5. Lenka Frühbauerová |
| 6. Roman Kučera      | 6. Markéta Pavlíčková  | —                    | 6. Barbora Hanušová    | 6. Jiří Přibil          | 6. Petra Růžičková    |
| 7. Petr Havrda       | —                      | —                    | —                      | 7. David Kozel          | 7. Edita Vopatová     |
| 8. Stanislav Pekárek | —                      | —                    | —                      | 8. Jakub Hlaváček       | 8. Alena Zemanová     |
|                      |                        |                      |                        |                         |                       |
| 8 finalistů          | 6 finalistek           | bez finále           | bez finále             | 12 finalistů            | 8 finalistek          |
| 18 semifinalistů     | bez semifinále         | bez semifinále       | bez semifinále         | bez semifinále          | bez semifinále        |
| 18 mužů              | 6 žen                  | 5 mužů               | 6 žen                  | 47 mužů                 | 17 žen                |